# Metzervisse
Metzervisse (Duits:  Metzerwiese) is een gemeente in het Franse departement Moselle (regio Grand Est). De gemeente maakt deel uit van het arrondissement Thionville. Metzervisse telde op 1 januari 2022 2.276 inwoners.

## Geografie
De oppervlakte van Metzervisse bedroeg op 1 januari 2022 8,99 vierkante kilometer; de bevolkingsdichtheid was toen 253,2 inwoners per km².

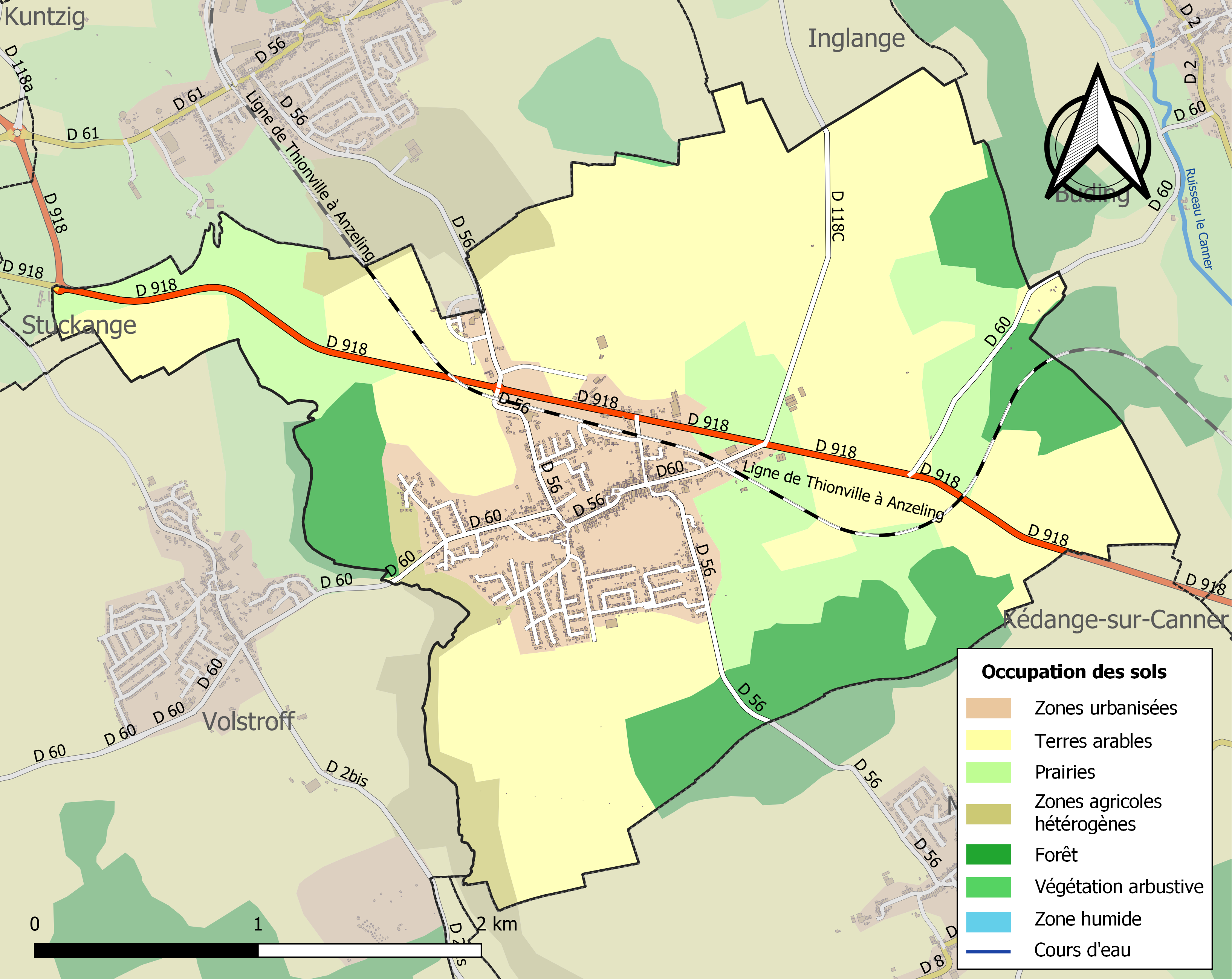
Kaart van de gemeente met de belangrijkste infrastructuur, bodemgebruik en omliggende gemeenten

## Demografie
Onderstaande figuur toont het verloop van het inwonertal (bron: INSEE-tellingen).